# Umberto Visetti
Umberto Visetti (Saluzzo, 28 gennaio 1897 – Torino, 27 dicembre 1973) è stato un militare italiano, distintosi come ufficiale nel corso della prima guerra mondiale, nell'impresa di Fiume, nella guerra d'Etiopia, e nella seconda guerra mondiale. In seguito alle operazioni di controguerriglia contro le bande di insorti etiopici che operavano nel paese opponendosi all'occupazione italiana, prese parte al combattimento di Dengheziè, avvenuto il 9 ottobre 1937, in seguito al quale fu decorato con la medaglia d'oro al valor militare vivente.

## Biografia
Nacque a Saluzzo (Cuneo) il 28 gennaio 1897, figlio di Vittorio Emanuele e Giacinta Gallina, interruppe gli studi liceali per arruolarsi volontario nel Regio Esercito in data 29 ottobre del 1915, appena diciassettenne.
Assegnato al 4º Reggimento bersaglieri, ricevette la nomina a sottotenente nel 94º Reggimento fanteria "Messina" nel settembre 1916, prendendo parte alle operazioni belliche in seno al 68º Reggimento fanteria "Legnano". Ferito piuttosto gravemente, venne promosso al grado di tenente nel giugno 1917. Rientrato in linea sul Montello nel gennaio 1918, assegnato al XVII Reparto d'assalto, si distinse a Pieve di Soligo durante la vittoriosa offensiva di Vittorio Veneto combattendo in seno al LXXII Reparto d'assalto "Fiamme Cremisi".
Congedato nel marzo 1919 riprese gli studi interrotti, ma verso la fine dello stesso anno partecipò all'impresa di Fiume con Gabriele D'Annunzio e Guido Keller. Congedato nuovamente nel maggio 1920, si stabilì a Carignano laureandosi in giurisprudenza all'Università di Torino, ed iscrivendosi ai locali Fasci di combattimento. Intrapresa la professione di avvocato e giornalista, nell'ottobre del 1926 si iscrisse al Partito Nazionale Fascista, trasferendosi poco tempo dopo a Parigi. Sposatosi con Lina Termini, la coppia ebbe una figlia Marie-France. Rientrato in Italia nell'aprile 1929 si stabilì a Torino, venendo in breve sospeso dal Partito Nazionale Fascista per immoralità, e a causa di questo fatto dovette lasciare la città andando all'estero stabilendosi poi in Francia.
Intrapresa l'attività di addetto all'ufficio stampa dell'Ambasciata italiana di Parigi, nell'ottobre del 1935, con l'inizio della Guerra d'Etiopia, rientrò in Patria per arruolarsi volontario nella appena mobilitata 29ª Divisione fanteria "Peloritana". Raggiunta l'Africa Orientale Italiana partecipò alle operazioni belliche in Somalia, sotto il comando del generale Rodolfo Graziani. Nell'aprile 1937 entrò in servizio presso l'11º Reggimento granatieri, destinato alla 2ª Brigata coloniale, e gli fu affidato il comando della 3ª Compagnia del IV Battaglione "Toselli". Promosso al grado di capitano con anzianità dal 1935 venne rimpatriato per le gravi mutilazioni riportate nel corso del combattimento di Dengheziè. 
Dopo una lunga degenza in ospedale venne nuovamente posto in congedo, ma fu decorato con la medaglia d'oro al valor militare appuntatagli sul petto dal Principe Ereditario Umberto di Savoia. Richiamato in servizio dietro sua domanda nell'agosto del 1940, dopo l'entrata in guerra del Regno d'Italia, partì per prestare servizio in Africa settentrionale italiana, assegnato al mobilitato Battaglione fanteria libica "Zuara". Ferito durante il combattimento di Alan el Nibeiwa (Colonna Maletti) venne raccolto sul campo dal nemico e fatto prigioniero, trasferito dapprima in Egitto e successivamente in Australia, per essere poi rimpatriato via nave ospedale, durante uno scambio di malati, nel giugno 1943. Arrivato a Taranto, lasciò l'Italia del sud per stabilirsi nuovamente a Torino.
Dopo l'armistizio dell'8 settembre 1943 aderì alla Repubblica Sociale Italiana e il 9 novembre 1944 il capo della Provincia Emilio Grazioli lo nomina Commissario dell'Unione professionisti e artisti, ma il suo carattere irascibile fa sì che il 25 dicembre venga arrestato dagli agenti di Pubblica Sicurezza del Commissariato di San Salvario per insubordinazione. Rinchiuso nel Carcere delle Nuove, viene processato dal Tribunale militare il 19 gennaio 1945, per essere assolto e scarcerato. Nei primi mesi del 1945 fu marginalmente coinvolto nei movimenti della resistenza in Piemonte, conclusasi nell'aprile del 1945. Dopo la fine del conflitto, il 28 ottobre entrò nell'Ordine degli Agostiniani e tre anni dopo, il 22 febbraio 1948, fu ordinato sacerdote con il nome di Frate Agostino di Cristo Re, partendo subito per una missione in Somalia. Rientrato in Italia stabilì la sua residenza a Firenze, trasferendosi nel 1968 a Torino, presso la Casa del Clero San Pio X, dove si spense il 27 dicembre del 1973.

## Pubblicazioni
- Sogno di una notte d'inverno, Casa Editrice l'Estremo Oriente, 1926
- Shinjû : leggenda d'amore giapponese del tempo lontano di Genroku, Casa Editrice l'Estremo Oriente, 1926
- Ambesà. Dalle spalline al camaglio (vol 1º della Trilogia), Sansoni Editore, Firenze, 1955.

### Annotazioni
1. ↑  Durante il servizio prestato nella prima guerra mondiale combatte sul Vodil, a Santa Maria, sul Monte Santo, sul Piave, sul Montello, nell'Isola dei Morti, ed Vittorio Veneto incontrando personaggi famosi come Carlo Salsa, il maggiore Luigi Freguglia, il generale Giuseppe Vaccari, il generale Carlo Geloso, il maggiore Francesco Baracca.
2. ↑  A causa del suo carattere irascibile si dimostrava violento, e quando tornava in Francia a Eaubonne, la moglie e la figlia avevano paura e cercavano di evitarlo.
3. ↑  Nel 1934 venne segnalato a Losanna (Svizzera) per aver millantato una presunta parentela con il Re Vittorio Emanuele II. Sembra che la fonte di questa parentela vada ricercata nel fatto che secondo voci dell'epoca Vittorio Emanuele II fosse davvero suo nonno, a causa di una relazione extraconiugale. Le autorità di Pubblica Sicurezza svizzere presero a considerarlo come elemento pericoloso e indesiderabile.

### Fonti
1. 1 2 3 4 5 6 7 8 9 10 11 12 13  Gazzoli 2009, p. 15.
2. 1 2 3 4 5 6  Adduci 2014, p. 461.
3. 1 2 3  Gazzoli 2009, p. 14.
4. 1 2 3 4 5 6 7 8 9  Adduci 2014, p. 462.
5. 1 2  Adduci 2014, p. 35.
6. ↑   Medaglia d'oro al valor militare Visetti, Umberto, su quirinale.it, Quirinale. URL consultato l'11 luglio 2021.
7. ↑  Registrato alla Corte dei Conti il 29 novembre 1938-XVII, registro 30 Africa Italiana, foglio 79.